# Paepalanthus alpestris
Paepalanthus alpestris là một loài thực vật có hoa trong họ Eriocaulaceae. Loài này được (Körn.) Tissot-Sq. mô tả khoa học đầu tiên năm 1997.